# 北海道道607号石崎松前線
北海道道607号石崎松前線（ほっかいどうどう607ごう いしざきまつまえせん）は、北海道檜山郡上ノ国町と松前郡松前町を結ぶ一般道道（北海道道）である。未開通区間がある。

## 概要
大千軒岳登山道入口のアクセス道路となっているが、上ノ国町側と松前町側も災害による通年通行止となっている。松前町側は、迂回路として林道を通ることになっているが、林道も災害復旧工事のため、2024年12月現在通行ができない。

### 路線データ
- 起点：北海道檜山郡上ノ国町石崎（国道228号交点）
- 終点：北海道松前郡松前町朝日（国道228号交点）
- 総延長：60.332 km
- 実延長：35.845 km
- 重用延長：0.030 km
- 未供用延長：24.457 km
- 未舗装延長：16.882 km

## 歴史
- 1968年（昭和43年）3月30日 - 路線認定[1]。

## 路線状況

### 未開通区間
- 上ノ国町早川 - 松前町大津
区間延長：24.457 km

### 通年交通規制（通行止め）
- 上ノ国町字早川433（早川ゲート） - 上ノ国町字早川（六号橋ゲート）
区間延長：8.0 km

- 松前町道有林70林班（袴腰ゲート） - 松前町道有林41林班（第2ゲート）
区間延長：15.7 km

### 冬期交通規制（通行止め）
- 松前町上川（第1ゲート） - 松前町字道有林41林班（第2ゲート）
区間延長：2.4 km
冬期は通行止となっているが、大雨災害による落石や土砂崩れの恐れによる通行止が実施される場合がある。

### 道路施設

#### 主な橋梁
- 早川橋（96 m、石崎川、上ノ国町石崎-上ノ国町早川）
- 小砂子橋（25 m、小砂子川、上ノ国町早川）
- 二股橋（50 m、石崎川、上ノ国町） ※橋の老朽化のため通行制限あり
- 6号橋（42 m、石崎川、上ノ国町）
- 1号橋（60 m、及部川、松前町上川）

## 地理

### 通過する自治体
- 檜山振興局
  - 檜山郡上ノ国町
- 渡島総合振興局
  - 松前郡松前町

### 交差する道路
上ノ国町
- 国道228号 - 石崎（起点）

松前町
- 国道228号 - 朝日（終点）

### 沿線にある施設など
上ノ国町
- 上ノ国町立早川小学校 - 石崎265
- 江差警察署石崎駐在所 - 石崎309-12